# Sátira de los oficios

Fragmento de la Sátira en el ostrakon del Museo Egipcio de Turín

La Sátira de los oficios, también llamada Instrucciones de Dua-Jeti, es una obra literaria de tipo didáctico del Antiguo Egipto, datada cerca de 2400 a. C. Pertenece al género Sebayt, y está escrita por el escriba Dua-Jeti para su hijo Pepi. Se piensa que el autor puede haberse guiado por las Instrucciones de Amenemhat.
Describe un cierto número de profesiones con una luz exageradamente negativa, resaltando las ventajas de la del escriba:

Es la mejor de las profesiones.
No hay nada igual en todo el país.
 ¡Dedicaos en cuerpo y alma a los libros!
¡No hay nada mejor que los libros!
 Mirad, no existe profesión sin jefe.
Excepto la de escriba. Él es el jefe.

Sin embargo, relata de esta forma el oficio del campesino:

El campesino pasa todo el día lamentándose, su voz es ronca como el graznido de un cuervo.
Sus dedos y sus brazos supuran y hieden en exceso.
Está agotado de estar en el fango,
andrajos y harapos son sus ropas.
Está tan mal como quien se halla entre leones: enfermo, se ha de tumbar sobre el pantanoso suelo.
Cuando abandona el campo y llega a su casa ya anochecido, está completamente exhausto por la marcha”

Se considera generalmente como una sátira, aunque Helck piensa que refleja la verdadera actitud de los escribas hacia otros profesionales.
El texto ha sobrevivido en su totalidad en el papiro Sallier II escrito durante la dinastía XIX, que se encuentra en el Museo Británico. También se guardan allí otros fragmentos, así como en el Louvre, la biblioteca Morgan Library y otras instituciones. Era uno de los textos más frecuentemente copiados por los estudiantes durante las dinastías XIX y XX.